# Министр Верховного тайного совета Российской империи
Министр Верхо́вного Та́йного Сове́та — наименование членов высшего правительственного органа Российской империи в 1726—1730 годах, созданного при императрице Екатерине I.

## Список министров
| Портрет                | Имя (годы жизни)                                                                          | Полномочия             | Полномочия             | Монарх                   |
| Портрет                | Имя (годы жизни)                                                                          | Начало                 | Окончание              | Монарх                   |
| Верховный тайный совет | Верховный тайный совет                                                                    | Верховный тайный совет | Верховный тайный совет | Верховный тайный совет   |
| ---------------------- | ----------------------------------------------------------------------------------------- | ---------------------- | ---------------------- | ------------------------ |
|                        | генерал-адмирал, граф Фёдор Матвеевич Апраксин (1661—1728)                                | 8 (19) февраля 1726    | 10 (21) ноября 1728    | Екатерина I Пётр II      |
|                        | князь Дмитрий Михайлович Голицын (1665—1737)                                              | 8 (19) февраля 1726    | 4 (15) марта 1730      | Екатерина I Пётр II Анна |
|                        | канцлер, граф Гавриил Иванович Головкин (1660—1734)                                       | 8 (19) февраля 1726    | 4 (15) марта 1730      | Екатерина I Пётр II Анна |
|                        | генерал-фельдмаршал, светлейший князь Александр Данилович Меншиков (1673—1729)            | 8 (19) февраля 1726    | 8 (19) сентября 1727   | Екатерина I Пётр II      |
|                        | вице-канцлер, барон Генрих Иоганн Фридрих Остерман (Андрей Иванович Остерман) (1686—1747) | 8 (19) февраля 1726    | 4 (15) марта 1730      | Екатерина I Пётр II Анна |
|                        | граф Пётр Андреевич Толстой (1645—1729)                                                   | 8 (19) февраля 1726    | 6 (17) мая 1727        | Екатерина I Пётр II      |
|                        | герцог Карл Фридрих Гольштейн-Готторпский (1700—1739)                                     | март 1726              | июль 1727              | Екатерина I Пётр II      |
|                        | князь Алексей Григорьевич Долгоруков (?—1734)                                             | 3 (14) февраля 1728    | 4 (15) марта 1730      | Пётр II Анна             |
|                        | князь Василий Лукич Долгоруков (1670—1739)                                                | 6 (17) апреля 1729     | 4 (15) марта 1730      | Пётр II Анна             |
|                        | князь Михаил Михайлович Голицын (1675—1730)                                               | 19 (30) января 1730    | 4 (15) марта 1730      | Анна                     |
|                        | князь Василий Владимирович Долгоруков (1667—1746)                                         | 19 (30) января 1730    | 8 (19) февраля 1726    | Анна                     |